# Anna Kerstin Otto
Anna Kerstin Otto (* 1972 in Frankfurt am Main) ist eine deutsche bildende Künstlerin. 

## Leben und Werk
Otto studierte von 1997 bis 1999 an der Hochschule für Gestaltung Offenbach am Main (HfG), und anschließend bis 2005 an der Städelschule in Frankfurt bildende Kunst. Zu ihren Professoren an der Städelschule zählte Michael Krebber. Während ihres Studiums wurde sie 2002 mit dem „Ernst & Young“ Preis für Kunst ausgezeichnet.
Otto fügt zerschnittene Bilder zusammen, die dann als Grundstruktur für ein späteres Kunstwerk dienen. Dabei nutzt sie die optischen Effekte unterschiedlicher Leinwandmaterialen. Durch malerische Bearbeitung der Grundstruktur entstehen dabei ihre „multirealen“ Kunstwerke.
2006 erhielt sie den Villa-Romana-Preis. Im Jahr 2013 wurde sie durch die Hessische Kulturstiftung mit einem Reisestipendium für die USA gefördert. 
Sie lebt und arbeitet in Frankfurt am Main.

## Ausstellungen (Auswahl)
- 2002 „Achter“, Arthur Andersen Kunstpreis, Eschborn (Solo)
- 2003 „Every house is a frame“, W 12; Frankfurt am Main (Solo)
- 2004 „City Intensifier“, Museum Varna; Varna, Bulgarien
- 2004 „Deutschland sucht“, Kölnischer Kunstverein; Köln
- 2005 „Wer von diesen sieben“, Kunstverein Braunschweig, Haus Salve Hospes, Braunschweig (Gruppe)
- 2005 „Series of objects like pieces of specific fragility“, 1822 Forum; Frankfurt am Main (Solo)
- 2005 „Heute“, Absolventen-Ausstellung der Städelschule, Städel Museum Frankfurt am Main (Gruppe)
- 2007 „Relations Projekt“, Kulturstiftung des Bundes, Portikus, Frankfurt am Main